# Mopsea bicolor
Mopsea bicolor är en korallart som beskrevs av author unknown. Mopsea bicolor ingår i släktet Mopsea och familjen Isididae. Inga underarter finns listade i Catalogue of Life.